# Encykliky Pia XII.

Znak Pia XII.

Papež Pius XII. vydal za 19 let svého pontifikátu (1939-1958) 40 encyklik, v nichž objasňoval základy katolické doktríny a její aplikace či reagoval na aktuální dění. Některé z nich patří k nejvýznamnějším encyklikám 20. století a neztratily význam ani v dnešním světě. Mimo to ještě jako státní sekretář významně pomáhal Piu XI. s tvorbou encykliky Mit brennender Sorge.

## Apoštolské konstituce
Krom zmíněných encyklik vydal Pius XII. následující apoštolské konstituce: 
| Jméno                  | Účel                                       | Datum vydání      | Text        |
| ---------------------- | ------------------------------------------ | ----------------- | ----------- |
| Provida Mater Ecclesia |                                            | 2. únor 1947      | anglicky    |
| Bis saeculari die      |                                            | 27. září 1948     | portugalsky |
| Munificentissimus Deus | definice Dogmatu o Nanebevzetí Panny Marie | 1. listopad 1950  | anglicky    |
| Sponsa Christi         |                                            | 21. listopad 1950 |             |
| Exsul familia          | Upravuje pastoraci migrantů                | 1. srpen 1952     | anglicky    |

## Seznam encyklik
| Číslo | Jméno                         | Podtitul                                                                  | Datum vydání      | Text              |
| ----- | ----------------------------- | ------------------------------------------------------------------------- | ----------------- | ----------------- |
| 1.    | Summi pontificatus            |                                                                           | 20. říjen 1939    | (English)         |
| 2.    | Sertum laetitiae              |                                                                           | 1. listopad 1939  | (English)         |
| 3.    | Saeculo exeunte               |                                                                           | 13. červen 1940   | (English)         |
| 4.    | Mystici corporis              | O mystickém Těle Ježíše Krista a našem spojení v něm                      | 29. červen 1943   | (Česky) (English) |
| 5.    | Divino afflante spiritu       |                                                                           | 30. září, 1943    | (Česky) (English) |
| 6.    | Orientalis ecclesiae          |                                                                           | 9. duben 1944     | (English)         |
| 7.    | Communium interpretes dolorum |                                                                           | 15. duben 1945    | (English)         |
| 8.    | Orientales omnes ecclesias    |                                                                           | 23. prosinec 1945 | (English)         |
| 9.    | Quemadmodum                   |                                                                           | 6. leden 1946     | (English)         |
| 10.   | Deiparae virginis mariae      |                                                                           | 1. květen 1946    | (English)         |
| 11.   | Fulgens radiatur              |                                                                           | 21. březen 1947   | (English)         |
| 12.   | Mediator dei                  | O posvátné liturgii                                                       | 20. listopad 1947 | (Česky)           |
| 13.   | Optatissima pax               |                                                                           | 18. prosinec 1947 | (English)         |
| 14.   | Auspicia quaedam              |                                                                           | 1. květen 1948    | (English)         |
| 15.   | In multiplicibus curis        |                                                                           | 24. říjen 1948    | (English)         |
| 16.   | Redemptoris nostri cruciatus  |                                                                           | 15. duben 1949    | (English)         |
| 17.   | Anni sacri                    |                                                                           | 12. březen 1950   | (English)         |
| 18.   | Summi maeroris                |                                                                           | 19. červenec 1950 | (English)         |
| 19.   | Humani generis                | O některých falešných názorech, které podkopávají základy katolické nauky | 12. srpen 1950    | (Česky) (English) |
| 20.   | Mirabile illud                |                                                                           | 6. prosinec 1950  | (English)         |
| 21.   | Evangelii praecones           |                                                                           | 2. červen 1951    | (English)         |
| 22.   | Sempiternus rex christus      |                                                                           | 8. září 1951      | (English)         |
| 23.   | Ingruentium malorum           |                                                                           | 15. září 1951     | (English)         |
| 24.   | Doctor mellifluus             |                                                                           | 24. květen 1953   | (English)         |
| 25.   | Fulgens corona                |                                                                           | 8. září 1953      | (English)         |
| 26.   | Sacra virginitas              |                                                                           | 25. březen 1954   | (English)         |
| 27.   | Ecclesiae fastos              |                                                                           | 5. červen 1952    | (English)         |
| 28.   | Ad sinarum gentem             |                                                                           | 7. říjen 1954     | (English)         |
| 29.   | Ad caeli reginam              |                                                                           | 11. říjen 1954    | (English)         |
| 30.   | Musicae sacrae disciplina     |                                                                           | 25. prosinec 1955 | (English)         |
| 31.   | Haurietis aquas               | O Božském srdci Páně                                                      | 15. květen 1956   | (English)         |
| 32.   | Luctuosissimi eventus         |                                                                           | 28. říjen 1956    | (English)         |
| 33.   | Laetamur admodum              |                                                                           | 1. listopad 1956  | (English)         |
| 34.   | Datis nuperrime               |                                                                           | 5. listopad 1956  | (English)         |
| 35.   | Fidei donum                   |                                                                           | 21. duben 1957    | (English)         |
| 36.   | Invicti athletae christi      |                                                                           | 16. květen 1957   | (English)         |
| 37.   | Le Pèlerinage de lourdes      |                                                                           | 2. červenec 1957  | (English)         |
| 38.   | Miranda prorsus               |                                                                           | 8. září 1957      | (Česky)           |
| 39.   | Meminisse iuvat               |                                                                           | 14. červenec 1958 | (English)         |
| 40.   | Ad apostolorum principis      |                                                                           | 29. červen 1958   | (English)         |